# Proteinurie
Proteinurie je přítomnost bílkoviny v moči. Za normálních okolností je v moči přítomno jen malé množství bílkovin a jejich zvýšení je nejčastěji známkou onemocnění močového ústrojí. Proteinurie ledvinného původu vzniká v důsledku zvýšené propustnosti glomerulů ledvin (klubíček kapilár obklopených pouzdrem, kam se filtruje prvotní moč), nebo při poruše zpětného vstřebávání bílkovin z prvotní moče do krve v ledvinných kanálcích. Bílkovina v moči může také pocházet z poškozených vývodných cest močových (močovody, močový měchýř, močová trubice). Také může být vyvolaná vysokou koncentrací bílkovin v krvi.
Vysoké ztráty bílkovin močí, které již přesahují schopnost jejich tvorby v játrech, vedou ke snížení koncentrace bílkovin v krvi (hlavně albuminu), následnému poklesu onkotického tlaku krve s výstupem tekutiny z cév. To bývá doprovázeno tvorbou otoků a při výrazných ztrátách i šokem z nedostatku tekutin v krevním oběhu.
Nedostatek bílkovin v krvi také ovlivní biologickou aktivitu látek, jež jsou v krvi přenášeny ve vazbě na bílkoviny (hormony, bilirubin, vitaminy, vápník, léky, aj.), může docházet k poruchám srážení krve (zvýšená tendence k tvorbě sraženin). Déletrvající proteinurie je také spojena se zvýšenou hladinou cholesterolu v krvi.